# PGNiG
PGNiG, абревіатура від Polskie Górnictwo Naftowe i Gazownictwo (з пол. Польська нафтова і газова компанія) — найбільша польська державна компанія, зайнята в галузі розвідки та видобутку природного газу та нафти. Працює на енергетичних ринках Польщі, а також в Лівії, Пакистані, Чехії, Данії, Німеччині, Литві та Україні.

## Історія
У 1976 році створено Об'єднання з видобутку нафти та газу (ZGNiG), яке утворилося в результаті злиття Об'єднання газової промисловості та Об'єднання нафтової промисловості. Відповідно до розпорядження міністра гірничо-енергетичної галузі, 1 вересня 1982 року було створено Державне підприємство «PGNiG». Компанія мала багатокомпонентну структуру, до якої входило 61 самоурядне підприємство.
30 жовтня 1996 року Przedsiębiorstwo «Państwowe Polskie Górnictwo Naftowe i Gazownictwo» було перетворено на акціонерне товариство, в якому Державне казначейство мало 100% акцій. До складу компанії входили шість регіональних газових управлінь, штаб-квартири яких були у Гданську, Познані, Тарнові, Варшаві, Вроцлаві та Забже. У 2000 році були створені регіональні відділення передачі (ROPs), які були безпосередньо підпорядковані штаб-квартирі у Варшаві. У 2003 році було створено шість газових компаній, які були відокремлені від материнської компанії PGNiG SA, включаючи 23 підприємства. У 2004 році компанія «Polskie Górnictwo Naftowe i Gazownictwo-Pomiar Sp. z o o o» (нині є оператором газопередачі Gaz-System SA і відповідає за доставку природного газу в Польщі).
23 вересня 2005 року акції компанії розпочали лістинг на Варшавській фондовій біржі.

## Діяльність
PGNiG є постачальником природного газу для 6,5 мільйонів споживачів (станом на 2008 рік), включаючи домогосподарства та підприємства — найбільші з них — це в основному ТЕЦ, металургійні та хімічні заводи .
Згідно даних за 2006 рік, протягом попередніх одинадцяти років виробництво газу в країні зросло з 3,6 млрд м³ у 1996 р. до 4,3 млрд м³ у 2006 р., або на 19%. У 2006 році PGNiG видобула 4,3 млрд. м³ природного газу за рахунок високометанового газу, що відповідає рівню видобутку у 2005 році. Цього року компанія також видобула 2,9 млрд. м³ високометанового газу та 1,4 млрд. м³ газу, збагаченого азотом. Видобуток газу (в еквіваленті високометанового газу) у гілці Сянок сягав 1,9 млрд м³, а в гілці Зелена Гура — 2,4 млрд м³.
Два основних напрямки діяльності компанії — видобуток природного газу та сирої нафти по всій країні — в Зеленогурському та Сяноцькому басейнах. На Зеленогурському видобувається природний газ, багатий азотом, на 27 родовищах (17 газових, 10 нафти та газу), а високометановий газ видобувається на Сяноцькому з 47 родовищами (25 газу та 22 нафти та газу). Видобутий багатий азотом газ додатково переробляється у високометановий газ на заводі денітрифікації в Одолянуві та на новозбудованому заводі денітрифікації поблизу міста Гродзиськ-Велькопольський. Застосовується технологія, в якій використовуються низькотемпературні (кріогенні) процеси. У 2006 році було денітрифіковано 1,49 млрд. м³ газу, з якого отримано 0,9 млрд м³ високометанового газу. В результаті кріогенної переробки багатого азотом газу компанія отримує таку продукцію, як високометановий газ, скраплений природний газ, газоподібний та рідкий гелій та рідкий азот (лише в Одолануві).
PGNiG котирується на Варшавській фондовій біржі з 23 вересня 2005 року — ціна акцій на той день становила 3,81 zł. PGNiG — одна з 4 найбільших польських компаній на Варшавській фондовій біржі. Загальний дохід компанії у 2012 році становив майже 29 млрд. zł, дохід від продажу — 28,7 млрд. zł.
У 2011 році PGNiG придбав 99,8% акцій «Vattenfall Heat Poland» за 2,96 млрд zł, ставши власником Варшавської теплоелектростанції.
Наприкінці 2012 року було завершено один із найбільших інвестиційних проектів щодо розробки родовищ природного газу та сирої нафти в регіоні Луб'ятув — Міджихуд — Гротов (проект LMG).
У вересні 2013 року було завершено консолідацію газових компаній в одну компанію під назвою «Polska Spółka Gazownictwa».
З листопада 2013 року PGNiG є аніматором ринку газу на польській біржі електроенергії.
1 серпня 2014 року суб'єкт PGNiG RETAIL TRADE був відокремлений від поточної структури PGNiG SA. Його створення було продиктовано юридичними умовами та необхідністю підготовки до майбутньої повної лібералізації ринку газу в Польщі. Завдяки внесеній зміні, все роздрібне обслуговування споживачів у сфері продажу природного газу та електроенергії було передано новій компанії.
У червні 2016 року до терміналу СПГ Перший комерційний вантаж скрапленого природного газу імені президента Леха Качинського прибув під комерційний контракт PGNiG SA з «Qatargas».
У лютому 2017 року PGNiG відкрив офіс з продажу в Лондоні, де PGNiG Supply & Trading проводить комерційну діяльність на міжнародному ринку СПГ.

### В Україні
PGNiG зайшла на український енергетичний ринок у 2003 році з підписанням меморандуму з «Нафтогазом» щодо встановлення найбільш перспективних напрямків розвитку співпраці між партнерами. Основим напрямком співпраці було постачання природного газу до Польщі та зберігання газу в українських підземних сховищах.
10 вересня 2005 року запущено новий газопровід між Україною та Польщею, що дозволило прямо з території України постачати газ до південно-східної частини Люблінського воєводства.
21 травня 2008 року компанія відкрила представництво у Києві.
Із серпня 2016 року PGNiG стала одним із основних постачальників природного газу до України. У жовтні 2017 року компанія уклала дві угоди з оператором мереж та газосховищ «Укртрансгаз». Перша відносно транспортування газу в Україну, друга — використання підземних сховищ газу, розташованих на території України. Це відкрило додаткові можливості для розвитку комерційної діяльності PGNiG у сфері торгівлі природним газом на ринку України.
З жовтня 2018 року PGNiG та її український партнер «Енергетичні ресурси України» постачають природний газ для мережі «Укртрансгазу».
Наприкінці 2019 року PGNiG підписала угоду з «Енергетичні ресурси України» про співпрацю у сфері геологорозвідувальної та видобувної діяльності у західній частині України, біля кордону з Польщею.
У серпні 2021 року PGNiG придбала 85% акцій підприємства «Карпатгазвидобування».

## Суд із«Газпромом»
У березні 2020 року Стокгольмський арбітраж ухвалив рішення на користь PGNiG у спорі з російським «Газпромом» про перегляд цінової формули на закупівлю газу. За оцінкою PGNiG, «Газпром» повинен виплатити 1,5 млрд доларів США компенсації за переплату в період з 1 жовтня 2014 року і по 29 лютого 2020 року. Російська сторона повинна компенсувати різницю в ціні за той період, коли заявка вже перебувала на розгляді.